# Régénération naturelle
Pour les articles homonymes, voir Régénération (homonymie).

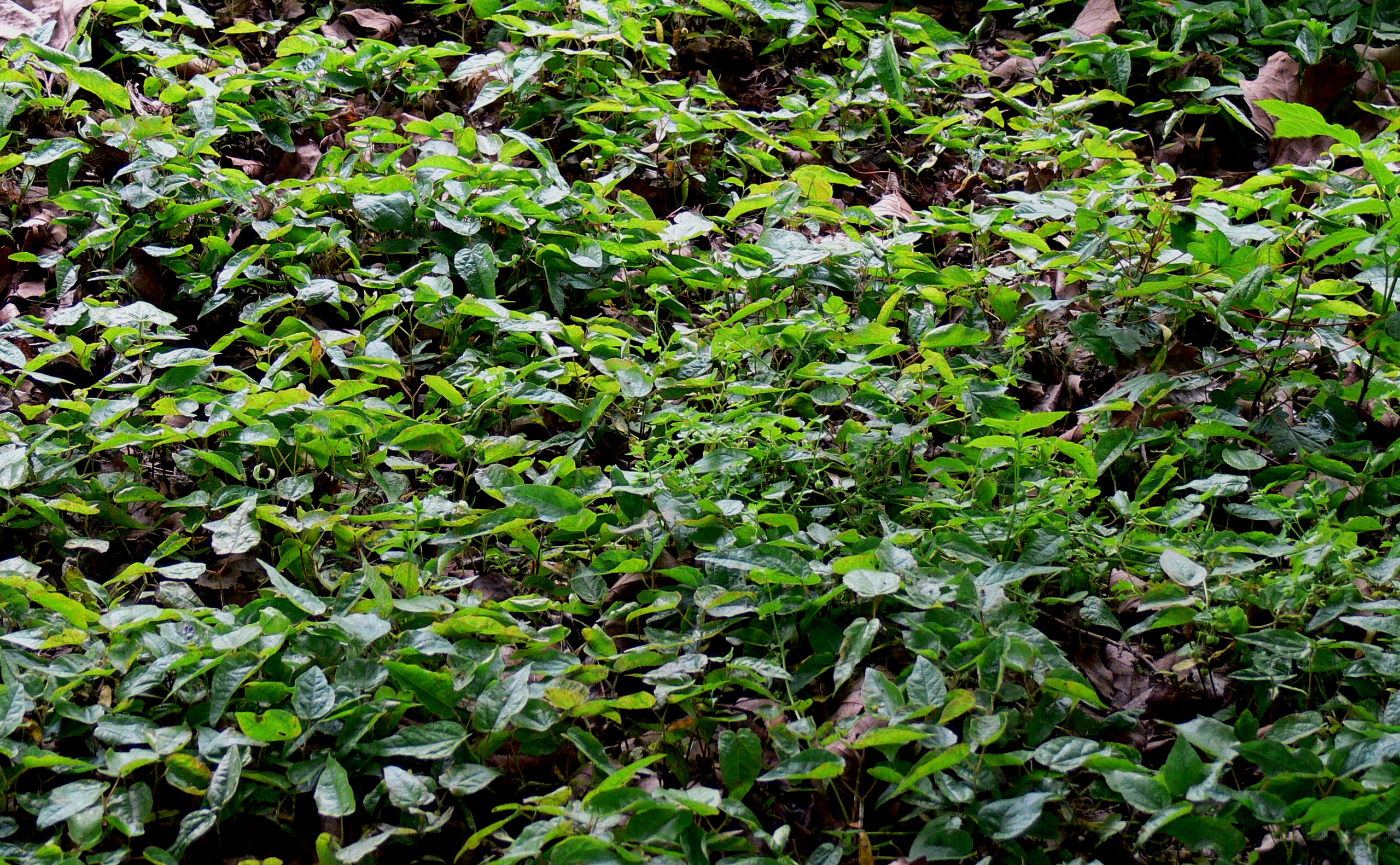
La germination des graines sur les sols mis en lumière (pour les essences de lumière), ou à l'ombre de la canopée (pour les essences d'ombre) est une des bases de la résilience des écosystèmes forestiers. C'est aussi le lieu et le moment d'une intense sélection naturelle qui fait partie du processus de régénération.

Dans le domaine de la sylviculture ou de l'écologie, la régénération naturelle est la faculté d'un écosystème (généralement écosystème forestier) à se reconstituer spontanément, après destruction totale ou partielle du couvert forestier. Cette destruction peut être causée par une coupe rase ou une coupe partielle, par la création de taches de lumières ou de clairières dans le cadre d'une gestion douce dite proche de la nature, c'est-à-dire qui cherche à imiter les systèmes et cycles en œuvre dans l'évolution et l'auto-entretien de la forêt naturelle.
Le sylviculteur s'intéresse d'abord à la régénération de son "matériel" végétal qui se fait :
- par multiplication végétative, incluant le rejet à partir de souches dans le cas du taillis simple ou du taillis sous futaie:
- par la germination de graines (régénération naturelle, semi-naturelle ou assistée si l'homme facilite l'installation spontané des graines, et si les semis naturels sont insuffisants, pratiquent des plantations ou semis de complément).

Selon l'objectif de production sylvicole, les forêts secondaires sont établies par deux types de régénération provoquée, la régénération naturelle (forêts naturellement régénérées) et la régénération artificielle (forêts plantées).
L'écologue s'intéresse plus généralement la régénération de tout l'écosystème, ou plus précisément à son entretien et évolution dans le temps, dans le cadre du cycle sylvigénétique.

## Conditions nécessaires
La régénération naturelle est une des formes de résilience écologique qui a fait ses preuves à l'échelle des temps géologiques, et - pour celles des forêts qui en ont bénéficié - à l'échelle des temps historiques. Elle nécessite cependant quelques conditions pour bien se réaliser, dont :
- la conservation d'une source de graines et/ou de propagules (espèces symbiotes, espèces et essences pionnières puis secondaires…). La banque de graines du sol joue un rôle particulier, dans la mesure où certaines graines enfouies dans le sol, et ainsi protégées de la prédation et des aléas climatiques, peuvent attendre pendant de longues années des conditions favorables à leur germination[4],[5].
- une quantité minimale d'eau douce disponible toute l'année (nappe phréatique accessible aux racines et à leurs symbiotes[6], pluie ou eaux météoriques issues de la brume ou de la rosée[7]).
- dans le cas d'espèces ne dispersant leurs graines ou propagules que par zoochorie, la présence d'animaux pour disperser et/ou enterrer les graines est nécessaire[8]: certaines graines germent mieux après être passées dans le tube digestif d'un animal, comme les chauves-souris frugivores dans la forêt amazonienne[9]. En forêt tropicale, et notamment pour les grands arbres à grosses graines, ce sont le plus souvent des mammifères qui transportent les graines (phénomène nommé « zoochorie »). Certains scientifiques parlent même de « codépendance » à propos des interactions durables qui lient la flore de la forêt pluvieuse et les primates[10]. Ceci implique aussi que ces animaux aient la possibilité de se déplacer à la surface du sol ou dans la canopée et ne soient pas braconnés ni excessivement chassés[11].
- une inondabilité de la zone concernée pour les espèces des forêts alluviales[12] ou ripisylves, dont les graines sont transportées par l'eau (hydrochorie), comme l'aulne glutineux[13] ou le cyprès chauve[14], ou au contraire l'absence de conditions asphyxiantes dans le sol pour les essences exigeant des sols bien drainés[15].
- une pression herbivore compatible avec le potentiel de régénération[16],[17].
- un microclimat favorable, qui dépend de la taille de la trouée/coupe[18],[19].
- une forme d'humus propice, en particulier pour les espèces exigeant un enracinement profond et rapide des jeunes semis (plantules) dans un substrat minéral (hêtre, épicéa): ces espèces se régénèrent préférentiellement dans un humus de forme mull, à forte activité de vers de terre[20],[21], qui peut éventuellement être remplacé par un crochetage de la matière organique superficielle dans les humus de forme moder à mor[22].
- l'absence d'interférence négative (allélopathie) avec d'autres espèces végétales (myrtille, callune, fougère aigle), dont le développement en tapis continus peut rendre un site impropre à toute régénération naturelle, notamment après des éclaircies trop fortes ou des coupes à blanc[23]. Ceci explique peut être le fait que les cavités laissées dans le sol par la motte de terre d'un arbre déraciné dans un grand chablis sont des microsites plus favorables la germination de certaines graines[24].

## Nature du phénomène
De nombreux écosystèmes peuvent généralement - dans une certaine mesure et avec un certain délai également - se régénérer, dans un processus dit de résilience écologique. Ce dernier se déroule selon des cycles réitérés (dits cycles sylvogénétiques). Il implique notamment et en premier lieu des espèces pionnières (bactéries, algues, champignons et lichens, puis mousses et végétation pionnière, puis strates herbacées et arborées) qui jouent en quelque sorte un premier rôle de stabilisation et cicatrisation de l'écosystème après une perturbation. L'ensemble des acteurs, végétaux, microbiens, animaux, qu'il s'agisse de vertébrés ou d'invertébrés, agissent de façon coordonnée au travers de processus successionnels qui visent à assurer la permanence sur le très long terme des écosystèmes forestiers. Ces phases de développement et de reconstitution de la forêt se retrouvent au sein de la mosaïque forestière, ce qui permet de les étudier par analyse synchronique.

## Durée
Selon le milieu concerné, son contexte écologique et biogéographique et son degré de dégradation ou d'anthropisation, le délai nécessaire à une régénération complète peut fortement varier.
Une prairie dégradée par un usage intensif (exportation excessive d'herbage, utilisation excessive de fertilisants) peut se régénérer en quelques années, dans la mesure où la banque de graines du sol ne s'est pas appauvrie.
Une lande brûlée par un incendie se régénère également en quelques années, voire en quelques mois si le feu n'a été que superficiel et que les incendies ne sont pas récurrents, mais il est courant, pour les besoins du pastoralisme, que des incendies récurrents soient provoqués volontairement par les bergers pour améliorer la qualité des herbages, la lande étant alors remplacée par une pelouse temporaire; l'abandon de cette pratique, traditionnelle en milieu méditerranéen, conduit généralement à la transformation progressive de la lande en lande arborée puis en forêt,
Par contre, après une perturbation majeure (coupe, ouragan, incendie, glissement de terrain, inondation, etc.) il faudra probablement plusieurs milliers d'années à une forêt tropicale humide pour retrouver la composition et la structure de la forêt antérieure s'il s'agissait d'une forêt dite primaire, en raison des difficultés de dispersion des arbres à grosses graines typiques de la forêt mature, mais la surface concernée et l'intensité des perturbations conditionnent fortement la vitesse et la qualité de la régénération,.

## Dans le domaine forestier

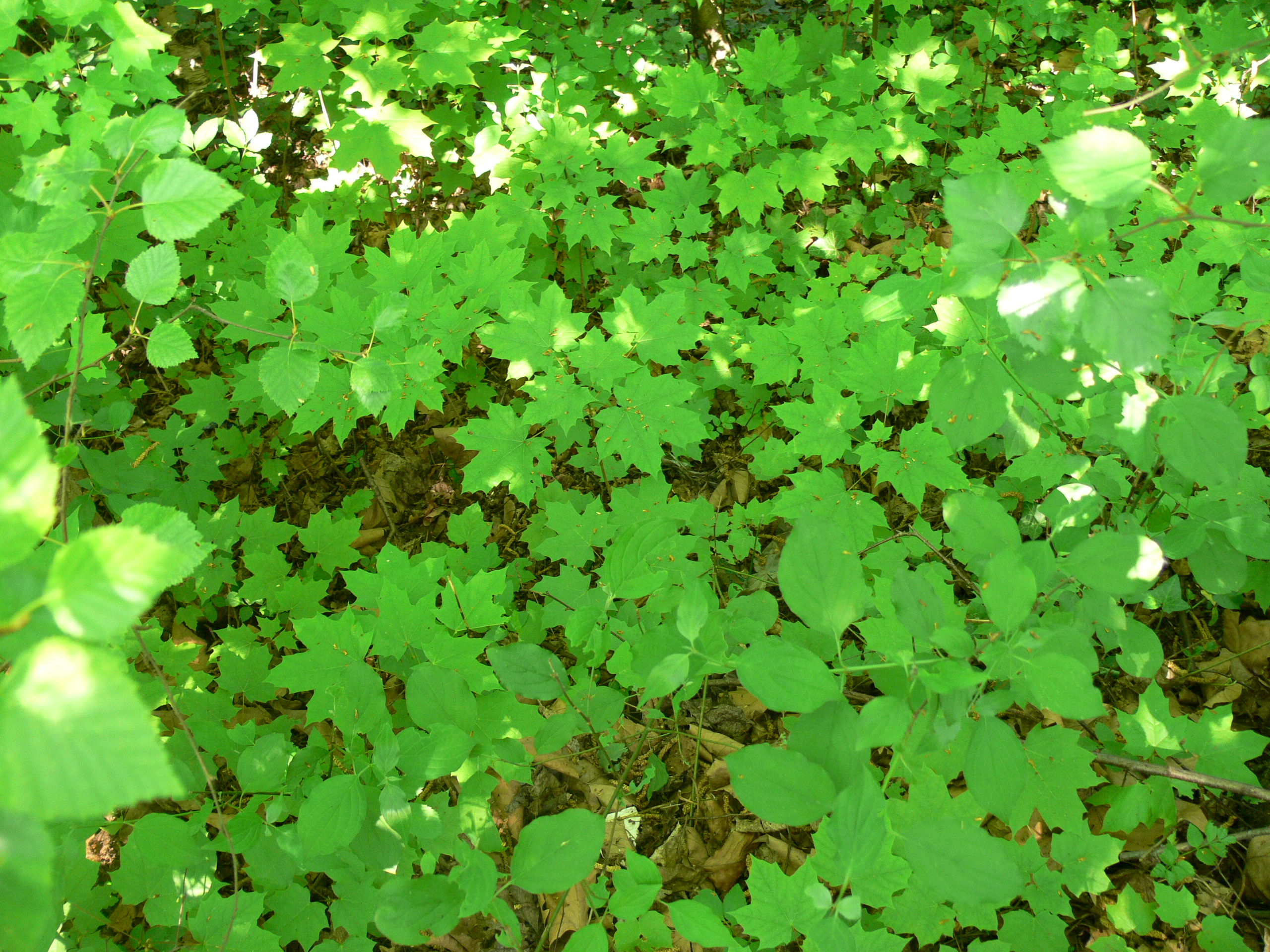
Dans de bonnes conditions, le semis naturel produit de nombreux plants, dont la plupart disparaîtront rapidement dans le jeu de la compétition pour la lumière (sélection naturelle) ainsi que sous l'effet de l'abroutissement et des maladies cryptogamiques telles que la fonte des semis

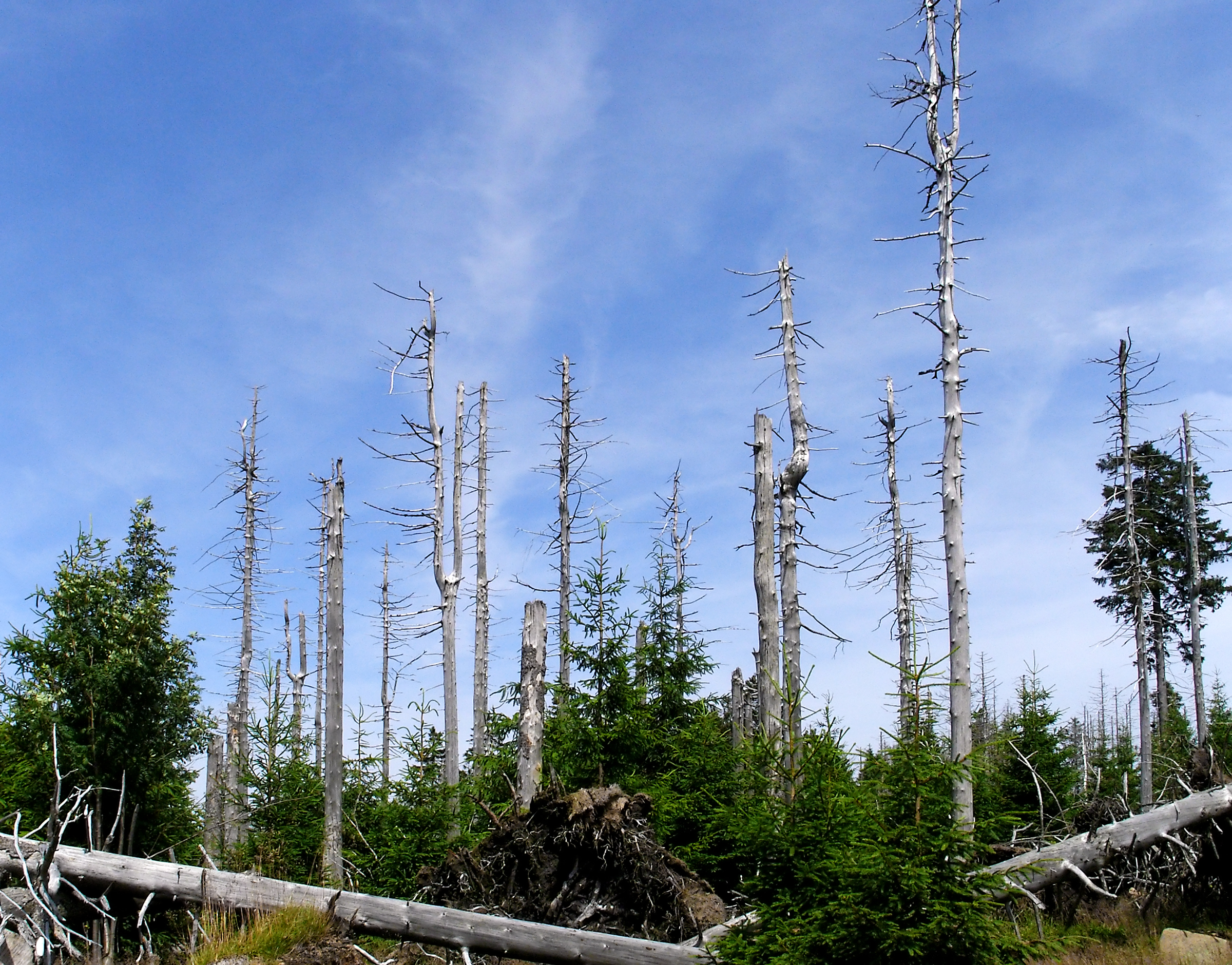
Dans le cycle naturel de la sylvigenèse, des îlots de sénescence se forment, laissant place au bois mort et à une régénération souvent vigoureuse; un tel phénomène naturel peut être observé dans les parcs nationaux ou les réserves naturelles intégrales

### Modes de régénération forestière
La notion de « régénération forestière » désigne en sylviculture, l'ensemble des processus naturels spontanés et des techniques sylvicoles de renouvellement d'un peuplement forestier. Deux types de situations sont envisageables, avec des enjeux différents :
- la régénération est provoquée par une coupe dite de « régénération » réalisée par coupe rase ou coupes progressives d'une parcelle forestière ;
- la régénération est subie après la disparition ou régression de la forêt à la suite d'un aléa de type tempête, incendie, tsunami, glissement de terrain, pollution, maladie cryptogamique, attaque de ravageurs, pression intense d'herbivorie, etc.

On dit que la régénération est artificielle lorsqu'une nouvelle génération d'arbres est plantée (ou plus rarement semée) à partir de plants élevés en pépinières, perdant ainsi les avantages de la sélection naturelle et de la diversité génétique. À l'opposé, on dit qu'elle est naturelle lorsque la nouvelle génération est issue de semis naturels à partir des arbres parents situés dans le peuplement à régénérer.
Dans le cas de la régénération naturelle, on pratique généralement des coupes progressives consistant d'abord par une coupe dite « d'ensemencement », destinée à favoriser l'éclairement du terrain tout en laissant sur place des individus sains et adultes porteurs de semences de qualité, puis une coupe définitive en une ou plusieurs fois, après une année de bonne fructification et une installation satisfaisante des semis de l'essence souhaitée. Cette méthode fut initiée en Allemagne, décrite par Georg Ludwig Hartig en 1791 dans son Instruction sur la culture du bois, à l'usage des forestiers et qu'il dénomma la méthode de « repeuplement naturel ». Elle fut introduite en France grâce à la traduction de Baudrillart en 1805.
On pratique ensuite des dégagement manuels des semis afin de réduire le pouvoir compétitif des espèces adventices puis des dépressages, destinés à réduire la densité des jeunes individus et empêcher ainsi qu'ils se concurrencent entre eux.
Dans la première moitié du XIXe siècle, contrairement au modèle allemand de la régénération artificielle, l’école forestière française (École des eaux et forêts de Nancy, créé en 1824) sous l'influence des professeurs en sylviculture Bernard Lorentz et Adolphe Parade inspirés par leur adage « Imiter la nature, hâter son œuvre », tenta, à ses débuts en tout cas, de privilégier la régénération naturelle. Parade avait appelé sa méthode « la méthode du réensemencement naturel et des éclaircies » sans doute par opposition aux méthodes allemandes, dans l'application desquelles la régénération était artificielle et les éclaircies omises. Dans les forêts relevant du régime forestier, forêts domaniales et communales, la régénération naturelle est encore la règle.
Certaines pratiques sylvicoles dites « proches de la nature » (ex : Prosilva), encouragent la régénération naturelle initiée par une coupe de petite taille (pour conserver le micro-climat forestier et la proximité des sources de graines et propagules), allant de celle de l'arbre (« gestion pied à pied ») au « bouquet » (surface < 0,5 ha) et voire au « parquet » (surface de 0,5 à 1 ha), facilitant ainsi une régénération naturelle et spontanée immédiate dans les trouées plus ensoleillées laissées par l'exploitation (structure presque similaire à celle laissée par un chablis). On parle alors de « jardinage », aboutissant selon les cas à une futaie jardinée « pied à pied » ou à une futaie irrégulière « par bouquets » ou « par parquets » selon la taille croissante des trouées ainsi réalisées.
La dormance des graines ou l'inhibition de la croissance des jeunes plants sont levées par la mort ou la coupe des arbres antérieurement présents, ou par l'ouverture de la canopée. La lumière pénètre ainsi plus facilement jusqu'au sol, et l'eau est plus disponible à la suite de l'arrêt du pompage par l'évapotranspiration des arbres antérieurement présents.
La régénération naturelle permet et explique pour partie la résilience écologique de l'écosystème forêt. Elle peut être empêchée ou freinée par la dégradation des sols, consécutive à des chantiers de coupe mal conduits, ou des passages abusifs par les engins de débardage, provoquant ainsi un tassement irréversible des sols qui les rend asphyxiants pour les racines.

### Importance de la pression herbivore
La régénération peut être compromise par des « surdensités » d'animaux tels que lièvres et lapins, cervidés, sangliers, souvent artificiellement favorisés par le nourrissage en forêt, certains plans de chasse inadaptés, et surtout la disparition de leurs prédateurs naturels.
Forestiers et chasseurs utilisent souvent l'expression d'« équilibre sylvo-cynégétique » pour décrire des taux d'herbivorie qu'ils estiment acceptables voire souhaitables, car la venaison ou le produit des baux de chasse sont une partie souvent importante du revenu forestier par hectare de forêt. Ces taux varient fortement selon l'âge moyen et la vulnérabilité des arbres poussant dans les parcelles concernées, et selon les conditions édaphiques de productivité biologique (climat, sol).
Le bétail a longtemps été blâmé pour la création de déserts, mais le biologiste de la faune sauvage en Rhodésie du Sud, Allan Savory, a estimé quant à lui que le bétail bien géré, et aussi les anciens grands troupeaux des grandes plaines, avaient fourni des services écosystémiques importants permettant de maintenir et régénérer les écosystèmes. Son approche se range derrière le Holistic management, expression qu'il a forgée.

### Importance du bois-mort
De nombreux arbres, en particulier les épicéas sous climat de montagne et nordique, mais aussi les sapins de Douglas, régénèrent préférentiellement sur le bois pourri, qu'il s'agisse de troncs tombés dans les forêts naturelles ou de souches dans les peuplements soumis à exploitation. Plusieurs hypothèses sont invoquées pour expliquer ce phénomène, notamment la capacité du bois pourri à retenir l'eau et les nutriments, ainsi que la présence d'organismes symbiotiques susceptibles de coloniser rapidement les jeunes semis, assurant ainsi une meilleure survie dans les très jeunes années de l'arbre, avant qu'il ait pu mettre en place des mécanismes de défense vis-à-vis des pathogènes et un système racinaire assurant son indépendance nutritionnelle.
Le bois-mort est une source importante de champignons mycorhiziens, de bactéries symbiotiques et autres micro-organismes enrichissant le sol, en particulier ceux assurant la fixation non-symbiotique d'azote atmosphérique. Il a été constaté, après de fortes tempêtes ou des attaques par des ravageurs ou des champignons pathogènes, que là où le bois mort avait été conservé, il se décomposait plus vite et avec une microfaune et une microflore plus riches et une meilleure régénération naturelle quand il n'avait pas été écorcé,.
En effet, dans la nature, la plupart des plantes et tous les arbres ont recours à des symbioses avec des champignons supérieurs et/ou des bactéries. Une bonne mycorhization (symbiose entre les racines d'une plante et le mycélium d'un champignon dit « mycorhizateur ») est un gage de bonne régénération ; le mycélium, en échange de glucose qu'il ne peut lui-même synthétiser, offre à la plantule et au jeune arbre une bien meilleure capacité à capter l'eau et les sels minéraux (nutriments) dont son hôte a besoin pour sa croissance. On a constaté que des bactéries auxiliaires de la mycorhization amélioraient encore la régénération. De plus un humus forestier constitué à partir d'un substrat très riche en bois-mort a une très bonne capacité de rétention en eau et une très bonne résistance à l'érosion hydrique, ce qui est un paramètre important sur les sols en pente ou sur substrats fragiles.

### Importance de la taille des trouées et de la microtopographie
Pour les essences de lumière comme pour les essences d'ombres, la taille et l'ensoleillement de la trouée dans la canopée auront une grande importance. De plus, des expériences ont montré que la microtopographie (creux, petites buttes…) joue également un rôle, différencié selon l'éloignement du centre de la trouée, l'essence et l'âge du plant.

### Importance du feu et d'autre facteurs
Un feu de forêt n'est pas nécessairement un facteur de dévastation totale. Il autorise également la régénération des écosystèmes. L'écologie du feu est une discipline scientifique qui s'intéresse aux processus naturels impliquant le feu dans un écosystème.
Lamont (1991) a proposé différentes expression pour décrire l'ouverture des structures de maintien des graines en réponse à des facteurs environnementaux spécifique : nécriscence, hygriescence, soliscence, pyriscence, pyrohygriscence. « Pyriscence » décrit la libération des graines à la suite du chauffage de la structure de maintien des graines par le feu.